# Husmörkerspindel
Husmörkerspindel (Amaurobius similis) är en spindelart som först beskrevs av John Blackwall 1861.  Husmörkerspindel ingår i släktet Amaurobius och familjen mörkerspindlar. Arten är reproducerande i Sverige. Inga underarter finns listade i Catalogue of Life.